# العلاقات المارشالية الفنلندية
العلاقات المارشالية الفنلندية هي العلاقات الثنائية التي تجمع بين جزر مارشال وفنلندا.

## مقارنة بين البلدين
هذه مقارنة عامة ومرجعية للدولتين:
| وجه المقارنة                                              | جزر مارشال                     | فنلندا                                                                               |
| --------------------------------------------------------- | ------------------------------ | ------------------------------------------------------------------------------------ |
| المساحة (كم2)                                             | 181                            | 338.42 ألف                                                                           |
| عدد السكان (نسمة)                                         | 53.13 ألف                      | 5.52 مليون                                                                           |
| الكثافة السكانية (ن./كم²)                                 | 29.35 ألف                      | 16.31                                                                                |
| العاصمة                                                   | ماجورو                         | هلسنكي                                                                               |
| اللغة الرسمية                                             | لغة إنجليزية، اللغة المارشالية | اللغة الفنلندية، اللغة السويدية                                                      |
| العملة                                                    | دولار أمريكي                   | يورو، ماركا فنلندية                                                                  |
| الناتج المحلي الإجمالي (بليون دولار)                      | 199.40 مليون                   | 251.88 مليار                                                                         |
| الناتج المحلي الإجمالي (تعادل القوة الشرائية) بليون دولار | 207.25 مليون                   | 231.84 مليار                                                                         |
| الناتج المحلي الإجمالي الاسمي للفرد دولار أمريكي          | 3.38 ألف                       | 42.31 ألف                                                                            |
| الناتج المحلي الإجمالي للفرد دولار أمريكي                 | 3.80 ألف                       | 40.68 ألف                                                                            |
| مؤشر التنمية البشرية                                      |                                | 0.883                                                                                |
| رمز المكالمات الدولي                                      | +692                           | +358                                                                                 |
| رمز الإنترنت                                              | .mh                            | .fi                                                                                  |
| المنطقة الزمنية                                           | ت ع م+12:00                    | ت ع م+02:00، ت ع م+03:00، أوروبا/هلسنكي ‏، توقيت شرق أوروبا، توقيت شرق أوروبا الصيفي ‏ |

## منظمات دولية مشتركة
يشترك البلدان في عضوية مجموعة من المنظمات الدولية، منها:
| علم المنظمة | اسم المنظمة                   | تاريخ انضمام جزر مارشال | تاريخ انضمام فنلندا |
| ----------- | ----------------------------- | ----------------------- | ------------------- |
|             | البنك الدولي للإنشاء والتعمير | 21 مايو 1992            | 14 يناير 1948       |
|             | بنك التنمية الآسيوي           | 1990                    | 1966                |
|             | يونسكو                        | 30 يونيو 1995           | 10 أكتوبر 1956      |
|             | الاتحاد الدولي للاتصالات      | 22 فبراير 1996          | 1 سبتمبر 1920       |
|             | مؤسسة التمويل الدولية         | 23 سبتمبر 1992          | 20 يوليو 1956       |
|             | منظمة الشرطة الجنائية الدولية | ?                       | ?                   |
|             | الأمم المتحدة                 | 17 سبتمبر 1991          | 14 ديسمبر 1955      |
|             | مؤسسة التنمية الدولية         | 19 يناير 1993           | 29 ديسمبر 1960      |
|             | منظمة حظر الأسلحة الكيميائية  | ?                       | ?                   |

## وصلات خارجية
- موقع وزارة الخارجية الفنلندية